# اسکای سرویس (قزاقستان)
اسکای سرویس (به انگلیسی: Sky Service) یک شرکت هواپیمایی است که در تاریخ ۲۰۰۴ میلادی تأسیس شده است. دفتر مرکزی اسکای سرویس در شهر آلماتی کشور قزاقستان واقع شده‌است و قطب این شرکت هواپیمایی در فرودگاه بورالدای قرار دارد.